# Lucia Scardoni
Lucia Scardoni (* 22. März 1991 in Verona) ist eine ehemalige italienische Skilangläuferin.

## Werdegang
Scardoni, die für die G.S. Fiamme Gialle startete, lief zur Saison 2007/08 erstmals im Alpencup. Bei den Nordischen Junioren-Skiweltmeisterschaften 2009 in Courchevel lief sie im Sprint auf Rang 22, bevor sie über die 5-km-Einzeldistanz nur auf Rang 57 ins Ziel lief. Zwei Wochen später lief Scardoni im Alpencup von Schilpario erstmals unter die besten zehn. Auch die folgenden Juniorenrennen in Italien bestritt sie erfolgreich. Bei den Nordischen Junioren-Skiweltmeisterschaften 2010 in Hinterzarten erreichte sie im 5-km-Rennen Rang 32. Mit der Staffel wurde sie nach 4 × 3,3 km Neunter. Auch im folgenden Jahr in Otepää blieb Scardoni erneut ohne Medaille.
Im Januar 2012 gewann Scardoni im französischen Arvieux ihre ersten beiden Alpencup-Rennen. Am 11. Februar 2002 gab sie daraufhin in Nové Město na Moravě ihr Debüt im Skilanglauf-Weltcup. Mit dem 44. Platz blieb sie dabei jedoch ohne Punkte und konnte so den Sprung in den A-Nationalkader noch nicht schaffen. So verblieb sie im Alpencup. Bei den Nordischen Junioren-Skiweltmeisterschaften 2012 in Erzurum lief Scardoni im 10-km-klassisch-Rennen auf den 21. Platz. Im Skiathlon über zweimal 7,5 km erreichte sie Platz 23. Nach eher mittelmäßigen Platzierungen im Alpencup startete Scardoni bei der U23-WM in Liberec im Januar 2013. Im Skiathlon erreichte sie dabei mit Rang 10 ihre erste Einzel-Top-10-Platzierung bei Junioren-Weltmeisterschaften. Kurz darauf startete sie erstmals auch bei den Senioren und reiste zu den Nordischen Skiweltmeisterschaften 2013 im Val di Fiemme. Nach einem schwachen 42. Platz im Skiathlon, belegte sie als Teil der Staffel mit dieser Rang acht. Im 30-km-Abschlussrennen lief sie auf den 28. Platz. Zum Abschluss des Winters 2012/13 startete Scardoni bei der Militär-Skiweltmeisterschaft 2013 und lief über 10 km auf den 23. Platz.
Zu Beginn des Winters 2013/14 bekam Scardoni einen Startplatz im Weltcup-Kader. Beim Auftakt-Etappenrennen wurde sie 69. in Kuusamo. Die Tour de Ski 2013/14 brach sie nach 6 Stationen ab und ging beim Verfolgungsrennen im Val di Fiemme nicht mehr an den Start. Im Februar 2014 gelangen ihr in Oberwiesenthal zwei Siege im Alpencup. Im September 2014 startete Scardoni erstmals im Rollerski-Weltcup und überzeugte dabei mit zwei vierten Plätzen. Nachdem sie im Januar 2015 in Oberwiesenthal erneut vier Top-10-Platzierungen, darunter einen Sieg und einen dritten Platz im Alpencup erreichte, startete Scardoni in Otepää beim Sprintweltcup. Als 41. konnte sie jedoch erneut keine Weltcup-Punkte gewinnen. Auch in den folgenden Weltcups blieb sie ohne Erfolg und ging daher Mitte Februar zurück in den Alpencup, wo ihr in Campra, Rogla und Chamonix-Mont-Blanc bis zum Saisonende drei weitere Siege gelangen und damit auch die Alpencup-Gesamtwertung gewinnen konnte.
Bei den Rollerski-Weltmeisterschaften 2015 im Val di Fiemme verpasste Scardoni als Vierte im Berglauf über 10 km klassisch nur knapp eine erste Medaille. Zu Beginn des Winters 2015/16 errang sie bei der Nordic Opening in Ruka den 37. Platz. Dabei holte sie mit dem 15. Platz bei der Sprintetappe ihre ersten Weltcuppunkte. Es folgte der 35. Platz bei der Tour de Ski 2015/16 und ein Sieg beim Alpencup über 10 km klassisch am Großer Arber. Bei den nordischen Skiweltmeisterschaften 2017 in Lahti kam sie auf den 33. Platz über 10 km klassisch, auf den zehnten Rang zusammen mit Ilaria Debertolis im Teamsprint und auf den neunten Platz mit der Staffel. Ihre besten Resultate bei den Olympischen Winterspielen 2018 in Pyeongchang waren der 24. Platz im Sprint und der neunte Rang mit der Staffel und bei den nordischen Skiweltmeisterschaften 2019 in Seefeld in Tirol der 25. Platz im Sprint und der siebte Rang mit der Staffel. Bei den Rollerski-Weltmeisterschaften 2019 in Madona holte sie über 10 km klassisch und im Teamsprint jeweils die Silbermedaille. Ihr bestes Ergebnis im Weltcupeinzel erreichte sie im Januar 2020 im Val di Fiemme mit dem fünften Platz im Sprint.
In der Saison 2020/21 belegte Scardoni den 27. Platz beim Ruka Triple und den 31. Rang bei der Tour de Ski 2021. Zudem kam sie im Sprint zweimal unter die ersten Zehn und erreichte zum Saisonende den 30. Platz im Gesamtweltcup und den 12. Rang im Sprintweltcup. Beim Saisonhöhepunkt, den Nordischen Skiweltmeisterschaften 2021 in Oberstdorf, lief sie auf den 48. Platz über 10 km Freistil, auf den 25. Rang im Sprint und zusammen mit Greta Laurent auf den 11. Platz im Teamsprint. In der folgenden Saison kam sie bei der Tour de Ski 2021/22 auf den 36. Platz und nahm bei den Olympischen Winterspielen 2022 in Peking an vier Rennen teil. Ihre besten Platzierungen dabei waren der 29. Platz im Sprint und der achte Rang mit der Staffel.

## Siege bei Continental-Cup-Rennen
| Nr. | Datum            | Ort                 | Disziplin                       | Serie    |
| --- | ---------------- | ------------------- | ------------------------------- | -------- |
| 1.  | 7. Januar 2012   | Arvieux             | 5 km Freistil Individualstart   | Alpencup |
| 2.  | 8. Januar 2012   | Arvieux             | 10 km Verfolgung klassisch      | Alpencup |
| 3.  | 22. Februar 2014 | Oberwiesenthal      | 10 km klassisch                 | Alpencup |
| 4.  | 10. Januar 2015  | Oberwiesenthal      | 10 km Freistil Individualstart  | Alpencup |
| 5.  | 21. Februar 2015 | Campra              | 10 km klassisch Individualstart | Alpencup |
| 6.  | 1. März 2015     | Rogla               | 15 km klassisch Massenstart     | Alpencup |
| 7.  | 15. März 2015    | Chamonix-Mont-Blanc | 10 km Verfolgung klassisch 1    | Alpencup |
| 8.  | 5. März 2016     | Arber               | 10 km klassisch Individualstart | Alpencup |
| 9.  | 9. Februar 2019  | Planica             | 10 km klassisch Individualstart | Alpencup |

| Nr. | Datum            | Ort            | Disziplin                   | Serie    |
| --- | ---------------- | -------------- | --------------------------- | -------- |
| 1.  | 23. Februar 2014 | Oberwiesenthal | 3 × 5 km Staffel Freistil 2 | Alpencup |

## Teilnahmen an Weltmeisterschaften und Olympischen Winterspielen

### Olympische Spiele
- 2018 Pyeongchang: 9. Platz Staffel, 24. Platz Sprint klassisch, 39. Platz 10 km Freistil, 41. Platz 30 km klassisch Massenstart
- 2022 Peking: 8. Platz Staffel, 13. Platz Teamsprint klassisch, 29. Platz Sprint Freistil, 38. Platz 10 km klassisch

### Nordische Skiweltmeisterschaften
- 2013 Val di Fiemme: 8. Platz Staffel, 28. Platz 30 km klassisch Massenstart, 42. Platz 15 km Skiathlon
- 2017 Lahti: 9. Platz Staffel, 10. Platz Teamsprint klassisch, 33. Platz 10 km klassisch
- 2019 Seefeld in Tirol: 7. Platz Staffel, 11. Platz Teamsprint klassisch, 25. Platz Sprint Freistil, 34. Platz 10 km klassisch
- 2021 Oberstdorf: 11. Platz Teamsprint Freistil, 15. Platz Sprint klassisch, 48. Platz 10 km Freistil

## Platzierungen im Weltcup

### Weltcup-Statistik
Die Tabelle zeigt die erreichten Platzierungen im Einzelnen.
- 1.–3. Platz: Anzahl der Podiumsplatzierungen
- Top 10: Anzahl der Platzierungen unter den ersten zehn
- Punkteränge: Anzahl der Platzierungen innerhalb der Punkteränge
- Starts: Anzahl gelaufener Rennen in der jeweiligen Disziplin
- Hinweis: Bei den Distanzrennen erfolgt die Einordnung gemäß FIS.

| Platzierung         | Distanzrennen a | Distanzrennen a | Distanzrennen a | Distanzrennen a | Distanzrennen a | Skiathlon Verfolgung | Sprint | Etappen- rennen b | Gesamt | Team c | Team c  |
| Platzierung         | ≤ 5 km          | ≤ 10 km         | ≤ 15 km         | ≤ 30 km         | > 30 km         | Skiathlon Verfolgung | Sprint | Etappen- rennen b | Gesamt | Sprint | Staffel |
| ------------------- | --------------- | --------------- | --------------- | --------------- | --------------- | -------------------- | ------ | ----------------- | ------ | ------ | ------- |
| 1. Platz            |                 |                 |                 |                 |                 |                      |        |                   |        |        |         |
| 2. Platz            |                 |                 |                 |                 |                 |                      |        |                   |        |        |         |
| 3. Platz            |                 |                 |                 |                 |                 |                      |        |                   |        |        |         |
| Top 10              |                 |                 |                 |                 |                 |                      | 5      |                   | 5      |        | 4       |
| Punkteränge         | 2               | 2               |                 |                 |                 | 1                    | 23     | 1                 | 29     | 7      | 7       |
| Starts              | 9               | 40              | 2               |                 | 1               | 21                   | 53     | 9                 | 135    | 7      | 7       |
| Stand: Karriereende |                 |                 |                 |                 |                 |                      |        |                   |        |        |         |

### Weltcup-Gesamtplatzierungen
| Saison  | Gesamt | Gesamt | Distanz | Distanz | Sprint | Sprint |
| Saison  | Punkte | Platz  | Punkte  | Platz   | Punkte | Platz  |
| ------- | ------ | ------ | ------- | ------- | ------ | ------ |
| 2015/16 | 32     | 66.    | 2       | 80.     | 30     | 47.    |
| 2016/17 | 18     | 92.    | 5       | 82.     | 13     | 63.    |
| 2017/18 | 19     | 83.    | -       | -       | 19     | 55.    |
| 2018/19 | 104    | 56.    | 18      | 65.     | 86     | 33.    |
| 2019/20 | 74     | 52.    | -       | -       | 74     | 29.    |
| 2020/21 | 187    | 30.    | 28      | 46.     | 141    | 12.    |
| 2021/22 | 24     | 75.    | 5       | 76.     | 9      | 65.    |